# Shamakhi FK
El Shamakhi FK (en azerí: Şamaxı Futbol Klubu), anteriormente conocido como Inter Baku, es un club de fútbol ubicado en Bakú, la capital de Azerbaiyán. Fue fundado en 1997 y juega en la Liga Premier de Azerbaiyán, de la que ha sido campeón en dos ocasiones.

## Historia
El equipo fue fundado en 1997 como «Khazar Universiteti» por estar vinculado a la Universidad Khazar. Después de dos años en categorías amateur, debutaría en la Liga Premier de Azerbaiyán a partir de la temporada 1999/2000 y desde entonces luchó por la permanencia. Gracias a un cuarto puesto en la edición 2003/04, obtuvo su primera clasificación para la Copa Intertoto 2004.
En el verano de 2004, todos los activos del club universitario fueron transferidos a un nuevo equipo con estructura profesional, llamado «Inter Baku», que estaba patrocinado por el Banco Internacional de Azerbaiyán. Gracias a nuevas contrataciones y una importante inversión, la entidad fue finalista en la Copa de Azerbaiyán en 2005 y obtuvo dos títulos de Liga en 2007/08 y 2009/10, para convertirse después en una de las potencias del fútbol nacional. Su mejor actuación europea tuvo lugar en la Liga de Campeones de 2008, pues alcanzaron la segunda ronda clasificatoria. Y en 2011 se proclamaron vencedores de la última Copa de Clubes de la CEI tras derrotar en la final al Shakhtyor Soligorsk bielorruso.
En 2016 el Inter se declaró en bancarrota porque el Banco Internacional dejó de poner dinero, y la UEFA decretó una sanción de tres años sin competiciones europeas. A partir del 28 de octubre de 2017, el equipo pasó a llamarse «Keshla FK». El 6 de abril de 2022 la Liga Premier de Azerbaiyán aprobó el cambio de nombre a Shamakhi FK.

## Uniforme
- Uniforme titular: Camiseta a rayas azules y negras, pantalón negro y medias azules.
- Uniforme alternativo: Camiseta blanca, pantalón blanco y medias blancas.

## Palmarés

### Torneos nacionales
- Liga Premier de Azerbaiyán (2): 2008, 2010
- Copa de Azerbaiyán (2): 2018, 2021

### Torneos internacionales
- Copa de la Comunidad de Estados Independientes (1): 2011

## Participación en competiciones de la UEFA
| Temporada | Torneo                   | Ronda            | Club            | Marcador          |
| --------- | ------------------------ | ---------------- | --------------- | ----------------- |
| 2004      | Copa Intertoto           | 1                | SC Bregenz      | 2–1, 3–0          |
| 2004      | Copa Intertoto           | 2                | Tampere United  | 1–0, 0–3          |
| 2008–09   | UEFA Champions League    | Clasificatoria 1 | FK Rabotnički   | 0–0, 1–1          |
| 2008–09   | UEFA Champions League    | Clasificatoria 2 | FK Partizan     | 1–1, 0–2          |
| 2009–10   | UEFA Europa League       | Clasificatoria 1 | Spartak Trnava  | 1–2, 1–3          |
| 2010–11   | UEFA Champions League    | Clasificatoria 2 | Lech Poznań     | 0–1, 1–0 (8–9 p)  |
| 2012–13   | UEFA Europa League       | Clasificatoria 1 | Narva Trans     | 2–0, 5–0          |
| 2012–13   | UEFA Europa League       | Clasificatoria 2 | Asteras Tripoli | 1–1, 1–1 (2–4 p)  |
| 2013–14   | UEFA Europa League       | Clasificatoria 1 | Mariehamn       | 1–1, 2–0          |
| 2013–14   | UEFA Europa League       | Clasificatoria 2 | Tromsø          | 1–0, 0–2          |
| 2014–15   | UEFA Europa League       | Clasificatoria 1 | Tiraspol        | 3–1, 3–2          |
| 2014–15   | UEFA Europa League       | Clasificatoria 2 | Elfsborg        | 1–0, 0-1 (3–4 p)  |
| 2015–16   | UEFA Europa League       | Clasificatoria 1 | Laçi            | 0–0, 1–1          |
| 2015–16   | UEFA Europa League       | Clasificatoria 2 | FH              | 2–2 (a.e.t.), 2–1 |
| 2015–16   | UEFA Europa League       | Clasificatoria 3 | Athletic Club   | 0–2, 0–0          |
| 2017-18   | UEFA Europa League       | Clasificatoria 1 | Mladost Lučani  | 2–0, 3–0          |
| 2017-18   | UEFA Europa League       | Clasificatoria 2 | Fola Esch       | 1–0, 1–4          |
| 2018-19   | UEFA Europa League       | Clasificatoria 1 | Balzan          | 2–1, 1–4          |
| 2020-21   | UEFA Europa League       | Clasificatoria 1 | Laçi            | 0–0 (5:4 pen.)    |
| 2021-22   | Europa Conference League | Clasificatoria 2 | Sochi           | 2–4, 0–3          |

### Récord Europeo
| Torneo                | J  | G  | E  | P | GF | GC |
| --------------------- | -- | -- | -- | - | -- | -- |
| UEFA Champions League | 6  | 1  | 3  | 2 | 3  | 5  |
| UEFA Europa League    | 20 | 8  | 7  | 5 | 26 | 20 |
| Copa Intertoto        | 4  | 3  | 0  | 1 | 6  | 4  |
| Total                 | 30 | 12 | 10 | 8 | 35 | 29 |

## Récords Individuales
Los jugadores en Negrita todavía forman parte del club.

### Más Goles

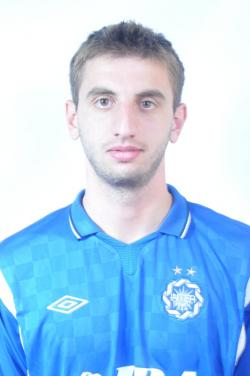
Bachana Tskhadadze es el goleador histórico del club.

|    | Nombre             | Periodo                         | Liga     | Copa    | Europa | Total     |
| -- | ------------------ | ------------------------------- | -------- | ------- | ------ | --------- |
| 1  | Bachana Tskhadadze | 2011–2015                       | 36 (116) | 10 (20) | 6 (11) | 47 (147)  |
| 2  | Nizami Hajiyev     | 2007–2008 2010–2013 2014–2017   | 28 (139) | 4 (22)  | 4 (16) | 36 (177)  |
| 3  | Walter Guglielmone | 2007–2009                       | 28 (44)  | 4 (?)   | 1 (3)  | 33 (47+)  |
| 4  | Khagani Mammadov   | 2007–2009                       | 22 (35)  | 3 (?)   | 0 (5)  | 25 (40+)  |
| 5  | Robertas Poškus    | 2009–2011                       | 17 (49)  | 3 (5+)  | 0 (2)  | 20 (46+)  |
| 5  | César Meza         | 2013–2015, 2016 2018, 2019–2021 | 10 (86)  | 8 (18)  | 2 (2)  | 20 (106)  |
| 5  | Vagif Javadov      | 2013–2014 2018–2020             | 17 (52)  | 2 (7)   | 1 (5)  | 20 (64)   |
| 8  | Rauf Aliyev        | 2016–2017                       | 12 (36)  | 3 (5)   | 2 (10) | 17 (51)   |
| 9  | Ģirts Karlsons     | 2009–2015                       | 10 (63)  | 5 (7+)  | 1 (2)  | 16 (72+)  |
| 10 | Petar Zlatinov     | 2008–2013                       | 14 (107) | 0 (9+)  | 1 (10) | 15 (126+) |

### Más Apariciones

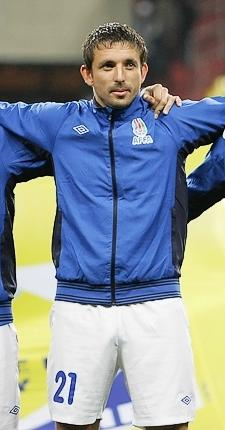
Volodimir Levin es el que ha jugado más partidos con el club.

|    | Nombre             | Periodo            | Apariciones | Goles |
| -- | ------------------ | ------------------ | ----------- | ----- |
| 1  | Volodimir Levin    | 2004–13            | 204         | 11    |
| 2  | Asif Mammadov      | 2008–10; 2011–2015 | 118         | 7     |
| 3  | Bachana Tskhadadze | 2010–2015          | 117         | 47    |
| 4  | Giorgi Lomaia      | 2009–2016          | 108         | 0     |
| 5  | Arif Dashdemirov   | 2010–2015          | 98          | 5     |
| 6  | Petar Zlatinov     | 2008–13            | 97          | 10    |
| 7  | Ilia Kandelaki     | 2010–13            | 75          | 3     |
| 8  | Elmar Bakhshiev    | 2004–07            | 74          | 1     |
| 9  | Ģirts Karlsons     | 2009–12            | 73          | 36    |
| 10 | Bronislav Červenka | 2007–12            | 72          | 5     |